# Cryptocarya gracilis
Cryptocarya gracilis là loài thực vật có hoa trong họ Nguyệt quế. Loài này được Schltr. miêu tả khoa học đầu tiên năm 1906.